# 小行星1951
小行星1951（1951 Lick）是一颗围绕太阳公转的小行星。1949年7月26日，卡爾·維爾塔寧在汉密尔顿山发现了此天体。
該小行星以美國房地產投資者詹姆斯·利克命名。
这颗小行星的绝对星等为140.4794225330091等。